# Sequedin
Sequedin település Franciaországban, Nord megyében. Lakosainak száma 4722 fő (2022. január 1.). Sequedin Lille, Haubourdin, Englos, Hallennes-lez-Haubourdin és Loos községekkel határos.

## Népesség
A település népessége az elmúlt években az alábbi módon változott:
| Lakosok száma | 4443 | 4692 | 4725 | 4712 | 4739 | 4775 | 4812 | 4762 | 4722 |
|               | 2013 | 2015 | 2016 | 2017 | 2018 | 2019 | 2020 | 2021 | 2022 |